# 王宗性
王宗性（1516年—？），字繼善，山東兗州府沂州人，軍籍，明朝政治人物。

## 生平
嘉靖十六年（1537年）丁酉科山東鄉試第二十一名舉人。嘉靖二十三年（1544年）中式甲辰科會試第二百六十二名，登第三甲第八十一名進士。初授仁和知縣，升大理寺右評事，升右寺副。累官至保定府知府。

## 家族
曾祖王綱，贈資政大夫 督察院右都御史；祖父王璟，榮祿大夫太子太保都察院左都御史 贈少保 諡恭靖；父王士彥，監生。嫡母奚氏；生母郭氏。慈侍下。兄王宗賢（長史）、王宗哲（散官）、王宗英（散官）、王宗明（散官）、王宗續（丙午举人、贡士）、王宗業、王宗文、王宗武。弟王宗敏、王宗逊。